# Дурасовский переулок
Дура́совский переу́лок — улица в центре Москвы в Басманном районе между Покровским бульваром и улицей Воронцово Поле.
В разное время назывался Дурасовский переулок, Дурновский переулок, то улица Малый Арбатец. Первое название — по фамилии одного из домовладельцев XVIII века бригадира А. Н. Дурасова (отца Н. А. Дурасова), выстроившего великолепный дворец на Покровском бульваре (№ 11). Второе,  по другому домовладельцу — Дурново. Наконец, последнее название, судя по всему, обусловлено былым существованием здесь странноприимного дома (дома для странников, в т. ч. с востока).
Дурасовский переулок начинается от Покровского бульвара напротив Большого Трёхсвятительского переулка, проходит на юго-восток, сворачивает на юг и выходит на улицу Воронцово Поле.

## Примечательные здания и сооружения
По нечётной стороне:
- № 1 — Постоянное представительство РСО-Алания при Президенте РФ;
- № 3 — доходный дом (1907, архитектор М. А. Петров);
- № 5 — доходный дом Н. Ф. Старикова (1904, архитектор В. И. Мясников);
- № 7 — особняк В. К. Баева (1909—1910, архитектор И. С. Кузнецов), в настоящее время — издательский дом «Нобелевские лекции на русском языке»;
- № 7, строение 1 — особняк В. К. Баева (1909, архитектор И. С. Кузнецов), в 1990-х — 2000-х годах — гостиница «Энергетик», в настоящее время гостиница «Эрмитаж»;
- № 9 — библиотека № 71 ЦАО;
- № 13 — дом Л. И. Тильмана (1901, архитектор И. Г. Кондратенко).

Домов с чётными номерами в переулке нет.